# Shahed 171 Simorgh
El Shahed 171 Simorgh (a veces S-171 y llamado IRN-170 por el gobierno de EE. UU.) es un vehículo aéreo de combate no tripulado (UCAV) iraní de ala voladora propulsado por un jet producido por Shahed Aviation Industries.
Su diseño se basa en un dron estadounidense Lockheed Martin RQ-170 Sentinel capturado por Irán en 2011, al que se le realizó ingeniería inversa y fue modificado para transportar misiles guiados. Es uno de los dos UAV iraníes de ala volante basados en el RQ-170, junto con el Shahed Saegheh, una versión más pequeña, con el que a menudo se confunde.